# Albrecht von Wrochem
Albrecht Paul Ernst Karl von Wrochem (* 10. Dezember 1880 in Trier; † 20. Juni 1944 in Hamburg) war ein deutscher Verwaltungsjurist.

## Leben und Wirken
Der in Trier als Sohn eines Majors geborene von Wrochem absolvierte 1902 in Münster das Abitur. Er studierte danach anfangs Medizin an der Universität Freiburg, wechselte 1903 zu den Rechtswissenschaften und besuchte Universitäten in Berlin, Kiel und Münster. 1905 bestand er in Hamm die erste juristische Staatsprüfung. Nach der Promotion 1908 zum Dr. jur. in Leipzig legte er 1910 in Berlin die zweite Staatsprüfung ab. Von 1911 bis 1914 arbeitete er als wissenschaftlicher Hilfsarbeiter am Seminar für öffentliches Recht und Kolonialrecht am Hamburgischen Kolonialinstitut. Während dieser Zeit organisierte er Zusammenkünfte zum Kolonial- und Versicherungsrecht. Die Verwaltung der Stadt Hamburg stellte ihn im Januar 1914 an. Dort arbeitete er für kurze Zeit in der ersten Sektion der Oberschulbehörde und ab März desselben Jahres im Versicherungsamt. Fünf Monate später erhielt er einen Assessorentitel.
Während des Ersten Weltkriegs leistete von Wrochem Kriegsdienst. Die Stadt Hamburg übertrug ihm 1917 Verwaltungsaufgaben der wissenschaftlichen Anstalten der 1. Sektion der Oberschulbehörde. Ein Jahr später zum Regierungsrat befördert, stieg er 1928 zum Regierungsdirektor der Hochschulbehörde auf. Während der 1930er Jahre beteiligte er sich in dieser Position in einem Ausschuss für die Ausbildung von Religionslehrern und unterrichtete im Wintersemester 1932/33 Kirchenrecht. Als Dozent lehrte er von 1919 bis 1930 an der Rechts- und Staatswissenschaftlichen Fakultät für Kirchen-, Staats und Verwaltungsrecht und erhielt danach eine Stelle als Honorarprofessor. Seine Vorlesungen fanden regen Zuspruch. Werner von Melle beschrieb von Wrochem in seinen Erinnerungen als erfahrenen und äußerst kompetenten Hochschullehrer, der sich sehr für die Bildungseinrichtung einsetzte.
Obwohl er als „national“ galt und im Juni 1933 in den Stahlhelm eintrat, verlor von Wrochem im Mai 1933 seine Lehrstelle an der Hamburger Universität. Ausschlaggebend hierfür soll gewesen sein, dass er nicht zustimmte, am 8. März die Flagge der Nationalsozialisten am Universitätsgebäude zu zeigen. Daher bereitete der Nationalsozialistische Deutsche Studentenbund angeblich vor, von Wrochem zu entführen, konnte die Pläne jedoch nicht ausführen. Danach setzte sich die Organisation dafür ein, den Hochschullehrer zu entlassen. Trotz einiger Fürsprecher innerhalb des Universitätssenats musste von Wrochem aus politischen Gründen in der Folgezeit mehrfach die Stelle wechseln. Am 23. Mai 1933 ging er als kommissarischer Regierungsdirektor zur Arbeitsbehörde, im November in die Finanzverwaltung, im April 1934 in die Polizeibehörde und im selben Monat als Regierungsdirektor zur Landesherrenschaft.
In der Folgezeit ging Bürgermeister Carl Vincent Krogmann gegen von Wrochem vor. Der Jurist habe fälschlicherweise erklärt, bereits 1929 in den Stahlhelm eingetreten zu sein und habe falsche Angaben zu seiner Religionszugehörigkeit gemacht. Krogmann schrieb dabei, dass von Wrochem nach seinem Austritt aus der katholischen Kirche 1926 in die evangelische Kirche eingetreten sei. Wenngleich von Wrochem oft an Gottesdiensten der St. Gertrudenkirche und deren Abendmahlen teilnahm, stimmte Krogmanns Behauptung nicht. Er beantragte trotzdem, von Wrochem aufgrund mutmaßlicher Urkundenunterdrückung sämtliche Ruhestandsbezüge abzuerkennen. Auf Basis des Gesetzes zur Wiederherstellung des Berufsbeamtentums musste von Wrochem nach erstinstanzlicher Entscheidung zum 30. April 1936 den Ruhestand antreten. Das Gericht sprach ihm im Dezember 1936 in den ersten drei Jahren ein Drittel der Ruhestandsbezüge zu. 1937 verlor er aufgrund des Gesetzes die Lehrerlaubnis. Von Wrochem ging gegen das Urteil in Berufung und erreichte im Januar 1937 einen Freispruch. Da der Dekan der Rechts- und Staatswissenschaftlichen Fakultät nachdrücklich Widerspruch eingelegt hatte, durfte von Wrochem im Sommersemester 1937 trotz des Urteils keine weiteren Vorlesungen geben. Gauleiter Karl Kaufmann gab Anweisung, von Wrochem die Lehrbefugnis im Juli 1937 völlig zu entziehen. Zuvor hatten sich Senator Karl Julius Witt und Rektor Adolf Rein kritisch über weitere Lehrtätigkeiten von Wrochems gezeigt. Während des Zweiten Weltkriegs leistete er in Frankreich Kriegsdienst als Dolmetscher.
Von Wrochem engagierte sich seit 1917 als Sekretär in der Hamburgischen Wissenschaftliche Stiftung, die ihn nach seiner Entlassung 1936 bewusst in ihr Kuratorium berief. Von Wrochem setzte sich für die Belange der Einrichtung bis Lebensende ein. Kürschners Deutscher Gelehrten-Kalender erwähnte von Wrochem, der im Juni 1944 starb, letztmals 1935 und verzeichnete ihn nicht im Nekrolog der ersten Nachkriegsausgabe 1950.